# (27997) Bandos
(27997) Bandos est un astéroïde de la ceinture principale.

## Description
(27997) Bandos est un astéroïde de la ceinture principale. Il fut découvert le 23 novembre 1997 à Chichibu par Naoto Satō. Il présente une orbite caractérisée par un demi-grand axe de 2,38 UA, une excentricité de 0,15 et une inclinaison de 0,8° par rapport à l'écliptique.

## Compléments